# Leptothrium
Leptothrium là một chi thực vật có hoa trong họ Hòa thảo (Poaceae).

## Loài
Chi Leptothrium gồm các loài: